# Monterroso (Lugo)
Monterroso ist eine spanische Gemeinde (Concello) mit 3.632 Einwohnern (Stand: 2024) in der Provinz Lugo der Autonomen Gemeinschaft Galicien.

## Geografie
Monterroso liegt am südwestlichen Rand der Provinz Lugo ca. 35 Kilometer südwestlich der Provinzhauptstadt Lugo.
Umgeben wird Monterroso von den fünf Nachbargemeinden:
|               | Palas de Rei                                | Guntín     |
| Antas de Ulla | Kompassrose, die auf Nachbargemeinden zeigt | Portomarín |
|               | Taboada                                     |            |

Monterroso ist wenig hügelig, sondern relativ abgeflacht, obwohl es an den Grenzen zum Norden und zum Westen einige Erhebungen gibt und auch im Osten, wo sich der Monte Castelo de Vilameñe (800 m) erhebt.
Unter den hydrographischen Merkmalen der Gemeinde Monterroso ist vor allem der Fluss Ulla hervorzuheben, der Monterroso von Süd nach Nord durchquert und abschnittsweise eine natürliche Grenze zwischen den Gemeinden Monterroso und Antas de Ulla bildet. Die wichtigsten Nebenflüsse des Flusses Ulla, die durch Monterroso fließen, sind Parteme und Lavandelo, die das Flussnetz der Flüsse Sucastro, Sirgal, Lourentín, As Pozas, Salgueiral und Rial vervollständigen.

## Klima
|                        | Jan | Feb | Mär  | Apr  | Mai  | Jun  | Jul  | Aug  | Sep  | Okt  | Nov  | Dez |   |      |
| Mittl. Temperatur (°C) | 5,6 | 5,7 | 7,8  | 9,4  | 12,2 | 15,8 | 17,6 | 17,9 | 16,1 | 12,8 | 8,2  | 6,2 | ⌀ | 11,3 |
| Mittl. Tagesmax. (°C)  | 9,1 | 9,9 | 12,4 | 14,2 | 17,1 | 20,9 | 23   | 23,6 | 21,7 | 17,2 | 11,7 | 9,8 | ⌀ | 15,9 |
| Mittl. Tagesmin. (°C)  | 2,4 | 1,9 | 3,5  | 5    | 7,6  | 10,9 | 12,7 | 13   | 11,4 | 8,8  | 5    | 3   | ⌀ | 7,1  |
|                        |     |     |      |      |      |      |      |      |      |      |      |     |   |      |
| Niederschlag (mm)      | 118 | 89  | 94   | 104  | 89   | 58   | 32   | 40   | 66   | 132  | 132  | 124 | Σ | 1078 |
|                        |     |     |      |      |      |      |      |      |      |      |      |     |   |      |
| Sonnenstunden (h/d)    | 3,7 | 4,7 | 5,9  | 6,7  | 7,5  | 8,2  | 8,2  | 8,1  | 7,6  | 6,1  | 4,1  | 3,9 | ⌀ | 6,2  |
|                        |     |     |      |      |      |      |      |      |      |      |      |     |   |      |
| Regentage (d)          | 9   | 8   | 8    | 10   | 10   | 7    | 5    | 5    | 6    | 9    | 11   | 9   | Σ | 97   |
|                        |     |     |      |      |      |      |      |      |      |      |      |     |   |      |
| Luftfeuchtigkeit (%)   | 87  | 84  | 80   | 80   | 79   | 77   | 74   | 73   | 75   | 81   | 86   | 85  | ⌀ | 80,1 |

| 2,4 |

| 1,9 |

| 3,5 |

| 5 |

| 7,6 |

| 10,9 |

| 12,7 |

| 13 |

| 11,4 |

| 8,8 |

| 5 |

| 3 |

| 2,4 |

| 1,9 |

| 3,5 |

| 5 |

| 7,6 |

| 10,9 |

| 12,7 |

| 13 |

| 11,4 |

| 8,8 |

| 5 |

| 3 |

Das Klima zeichnet sich durch mäßig warme Sommer und relativ milde Winter aus. Fast die Hälfte der Niederschläge fällt in den Monaten Oktober bis Januar. Luftfeuchtigkeit, Niederschlagsmengen und Anzahl der Regentage pro Monat nehmen in den Sommermonaten Juni bis September deutlich ab.

### Wappen

Wappen von Monterroso

Am 1. Juli 1998 genehmigte die Gemeinde Monterroso den Entwurf, den der Ahnenforscher Don Eduardo Pardo de Guevara y Valdés für das Wappen der Gemeinde erstellt hatte. Sechs Festungen und sechs bestehende Türme oder Festungen in der Gemeinde sowie die Farben Rot und Gelb in Erinnerung an die Waffen der Ulloa sind zu sehen. Laut seinem Autor werden darin drei bedeutende Aspekte der historischen Vergangenheit der Gemeinde betrachtet, die Castro-Kultur, das Vorhandensein wichtiger Häuser und stattlicher Türme und insbesondere ihre historische Identifikation mit der großen Linie der Ulloa.

## Bevölkerungsentwicklung der Gemeinde
Nach einem Anwachsen der Gemeindegröße auf fast 6500 Einwohner um 1940 sank die Zahl der Bevölkerung stetig bis unter 4000. Dieser Bevölkerungsverlust ist hauptsächlich auf die starke Auswanderung ab 1940 zurückzuführen, obwohl auch eine schwache Geburtenrate dazu beigetragen hat.
| Männer | Alterstufe | Frauen |
| ------ | ---------- | ------ |
| 1      | 100+       | 1      |
| 9      | 95–99      | 15     |
| 32     | 90–94      | 45     |
| 85     | 85–89      | 120    |
| 70     | 80–84      | 106    |
| 100    | 75–79      | 133    |
| 121    | 70–74      | 102    |
| 121    | 65–69      | 110    |
| 135    | 60–64      | 112    |
| 124    | 55–59      | 125    |
| 132    | 50–54      | 155    |
| 121    | 45–49      | 120    |
| 128    | 40–44      | 96     |
| 104    | 35–39      | 106    |
| 110    | 30–34      | 106    |
| 74     | 25–29      | 84     |
| 82     | 20–24      | 68     |
| 66     | 15–19      | 51     |
| 44     | 10–14      | 55     |
| 65     | 5–9        | 33     |
| 47     | 0–4        | 48     |

Am 1. Januar 2021 waren ca. 55 % der Bevölkerung (58 % der Männer, 54 % der Frauen) im erwerbsfähigen Alter (20–64), während dieser Wert für ganz Spanien ca. 61 % betrug.
Die fortschreitende Überalterung der Bevölkerung der Gemeinde zeigt folgende Tabelle, bei der das Verhältnis von Gruppen von älteren Personen mit Gruppen von Personen der jüngeren Generation verglichen wird:
| Alter | Anzahl Personen | Alter | Anzahl Personen | Provinz | Galicien | Spanien |
| ----- | --------------- | ----- | --------------- | ------- | -------- | ------- |
| 60–64 | 100             | 20–24 | 61              | 49      | 58       | 79      |
| 55–59 | 100             | 15–19 | 47              | 45      | 57       | 71      |
| 50–54 | 100             | 10–14 | 34              | 47      | 56       | 68      |

## Gemeindegliederung
Die Gemeinde Monterroso ist in 28 Parroquias gegliedert:
| Parroquias   | Patrozinium   | Einwohner 2024 | Fläche km² | Dichte Einw./km² | Höhe msnm | Ortskennzahl |
| ------------ | ------------- | -------------- | ---------- | ---------------- | --------- | ------------ |
| Arada        | Santa María   | 62             | 2,14       | 29               | 533       | 27032010000  |
| Bidouredo    | Santiago      | 41             | 2,73       | 15               | 511       | 27032020000  |
| O Bispo      | Santa María   | 42             | 1,93       | 22               | 621       | 27032230000  |
| Cumbraos     | San Martiño   | 40             | 2,80       | 14               | 537       | 27032030000  |
| Esporiz      | San Miguel    | 2.131          | 4,37       | 488              | 511       | 27032150000  |
| Fente        | San Martiño   | 19             | 3,48       | 5                | 523       | 27032040000  |
| Os Ferreiros | San Cibrao    | 25             | 1,47       | 17               | 0         | 27032050000  |
| Frameán      | San Pedro     | 80             | 2,10       | 38               | 561       | 27032060000  |
| Fufín        | San Martiño   | 29             | 2,56       | 11               | 595       | 27032070000  |
| Lavandelo    | Santiago      | 22             | 1,54       | 14               | 538       | 27032090000  |
| Leborei      | Santa María   | 27             | 1,28       | 21               | 540       | 27032100000  |
| Ligonde      | Santiago      | 156            | 16,45      | 9                | 625       | 27032110000  |
| Lodoso       | San Xoán      | 59             | 4,11       | 14               | 581       | 27032120000  |
| Marzán       | Santa María   | 67             | 7,94       | 8                | 503       | 27032130000  |
| Milleirós    | San Pedro     | 16             | 4,40       | 4                | 566       | 27032140000  |
| Novelúa      | San Cristovo  | 91             | 5,74       | 16               | 563       | 27032160000  |
| Pedraza      | Santa María   | 124            | 9,96       | 12               | 516       | 27032180000  |
| Penas        | San Miguel    | 74             | 6,35       | 12               | 590       | 27032190000  |
| Pol          | San Cibrao    | 48             | 4,33       | 11               | 575       | 27032200000  |
| Salgueiros   | Santa María   | 22             | 3,19       | 7                | 665       | 27032210000  |
| San Breixo   | San Salvador  | 101            | 8,96       | 11               | 582       | 27032220000  |
| Satrexas     | Santa Eufemia | 58             | 1,47       | 39               | 550       | 27032240000  |
| Sirgal       | Santo André   | 40             | 2,38       | 17               | 525       | 27032250000  |
| Sucastro     | Santa Mariña  | 64             | 2,35       | 27               | 587       | 27032260000  |
| Tarrío       | Santa María   | 32             | 3,41       | 9                | 558       | 27032270000  |
| Valboa       | San Salvador  | 53             | 1,99       | 27               | 550       | 27032280000  |
| Vilanova     | San Pedro     | 29             | 1,87       | 16               | 556       | 27032290000  |
| Viloíde      | San Cristovo  | 41             | 3,28       | 13               | 598       | 27032300000  |

Der Sitz der Gemeinde befindet sich im Ort Monterroso in der Parroquia Sirgal.

## Geschichte
Der Name, den die Alten, die diese Länder bewohnten, gegeben haben, hängt mit den Merkmalen des Reliefs zusammen und stammt von den lateinischen Formen monte(m) russu(m) oder monte(m) russeu(m) und spielt auf die Farbe der Erde an, ebenso zur rosa Farbe der Heide und Steineichen seiner Berge. Diese Bezeichnung taucht erst in der Mitte des 12. Jahrhunderts auf, wo Monterroso der Name eines Berges war, der einst als Siedlungsort bekannt wurde. Das älteste Dokument in Bezug auf dieses Gebiet stammt aus dem Jahr 572 und sich auf die Bestätigung der Teilung das Bistum Lugo in zwölf Grafschaften bezieht. Nach durchgeführten Studien erstreckte sich das Gebiet von Monterroso über die Region A Ulloa, d. h. die heutigen Gemeinden Antas de Ulla und Palas de Rei, und überschritt seine Grenzen zumindest irgendwann in Richtung Terra de Melide und in Richtung Miño.

Logo des Jakobswegs

## Jakobsweg
Durch Ligonde führt der Jakobsweg mit der Variante Camino Francés von Portomarín kommend und nach Palas de Rei fortsetzend.

## Sehenswürdigkeiten

### Frühgeschichte
Es gibt viele archäologisch interessante Funde, die in der Gemeinde zu finden sind, z. B. Felsgravuren aus der Bronzezeit in Fufín, Sarkophage in Fente, Fufín, Pol und Vilanoeva.
Carlos Méndez Vázquez, Pfarrer von Monterroso, hat die Castros in der Region eingehend studiert und als Ergebnis seiner Forschung ein Buch veröffentlicht. Es gibt dreizehn Castros, die er im Gemeindegebiet von Monterroso studierte, obwohl es noch viel mehr gab und einige Überreste von ihnen erhalten sind.
- A Cotela: in der Parroquia San Breixo. Der kleinste in der Gemeinde. Er befindet sich in der Nähe des natürlichen „Castillos de Ambaria“.
- Ansar: liegt im Süden der Gemeinde, an der Grenze zu Taboada. Ganz in der Nähe der Quelle des Flusses Ulla gelegen. Er hat eine ovale Form.
- Castriños da Graña: liegt im Süden der Gemeinde, ganz nah beim jungen Fluss Ulla, von Eichen bewaldet. Es handelt sich zwei vereinte Castros, die sich auf zwei hohen und aneinandergrenzenden Hügeln befinden.
- Cercio: Er ist der monumentalste der Gemeinde und das am besten erhaltene Verteidigungswerk. Er wird von Norden nach Süden durch eine Mauer geteilt, die noch höher ist als seine Verteidigung.
- Lardeiros: große Verteidigung. Mit zwei Brunnen an seinen Enden.
- Ligonde: neben der Sierra de Ligonde und dem Jakobsweg. Esr ist der ursprünglichste der Gemeinde. Er ist durch eine große Mauer in zwei Teile geteilt. Daneben befindet sich der sogenannte „Castros de García“, der ein unabhängiger Castro oder ein Vorgänger des Hauptcastros sein kann.
- Moreira: befindet sich in der Parroquia Bidouredo.
- Novelúa: liegt im äußersten Norden der Gemeinde. Er hat eine dichte Vegetation von Eichen innerhalb seiner Mauern. Darauf wurde die Pfarrkirche errichtet.
- Outeiro de San Cristovo: befindet sich in Santa María de Pedraza und hat Eigenschaften eines Castros.

Salgueiros: Er ist der höchste in der ganzen Gemeinde. Von ihm aus hat man einen wunderschönen Panoramablick.
- Sieteiglesias: im Hauptort Monterroso.
- Sirgal: Der Castro und die beiden nahe gelegenen felsigen Hügel bilden ein Dreieck, in dessen Mitte sich ein Altarstein oder natürlicher Altar befindet, der von den drei Gipfeln gleich weit entfernt ist. Der gesamte Komplex ist durch den Abbau von Steinen für verschiedene Bauten stark beschädigt, wie die für den Umbau des Pazo de Laxe im Jahr 1700.
- Sucastro: Auf seiner Spitze befindet sich die Einsiedelei Santa Mariña de Sucastro mit den Gräbern der Herren einer alten mittelalterlichen Festung, die ebenfalls dort existierte.

In Ligonde, Sirgal und Satrexas finden wir auch Mámoas und Menhire entlang der Straße, die Monterroso mit Sirgal verbindet.

### Pazos
Die Gemeinde Monterroso hatte einen großen herrschaftlichen und adeligen Stellenwert, wovon die zahlreichen Landhäuser und Herrenhäuser in der gesamten Gemeinde zeugen, an deren Wänden sich die Wappen der wichtigsten Adelsfamilien Galiciens befinden. Unter den zahlreichen architektonischen Komplexen heben sich die folgenden hervor: Pazo de Laxe, Pazo de Ludeiro im galicischen Zivilgotikstil, Pazo de Podente, Torre de Cumbraos zusammen mit San Miguel de Penas, Casa Grande de la Condesa (Ladar) in Seixos und Mundín. In Novelúa gibt es drei bewohnte Herrenhäuser, Casa Grande de Novelúa, Casa de Batán und Pazo de Mourente, die wie die Casa Grande de Ligonde heute Bauernhäuser mit eigener Kapelle sind.
- Pazo de Laxe

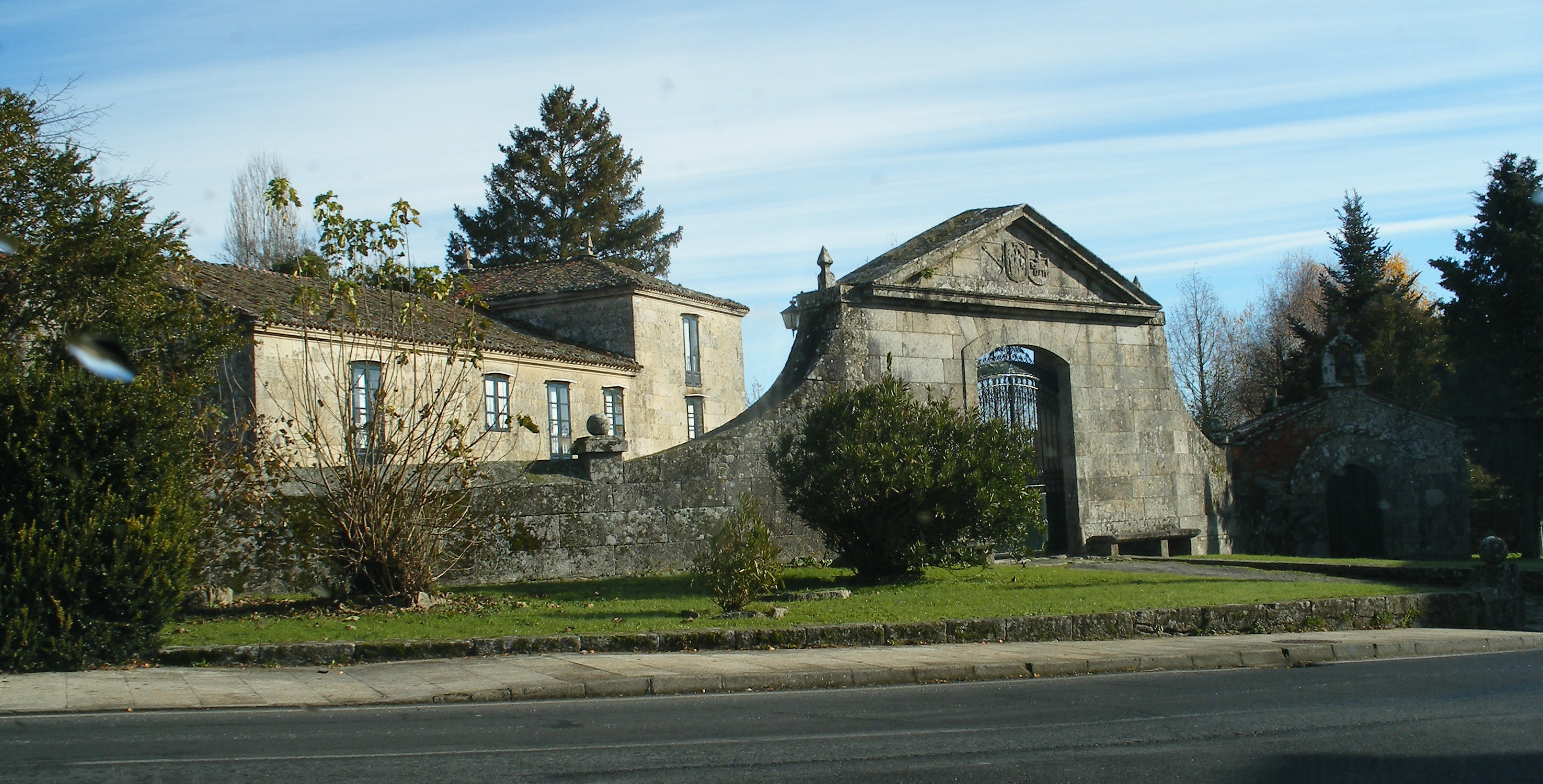
Pazo de Laxe

Er hat eine große Bedeutung, da es einer der Keime der Stadt Monterroso war. Es wurde 1520 von Alonso de Gundín und seiner Frau Beatriz Salgado erbaut und im Jahr 1700 gründlich umgebaut. Es wird gesagt, dass dieser Umbau mit Quadern aus dem benachbarten Catro von Sirgal durchgeführt wurde.
Der architektonische Komplex besteht aus dem Pazo, einem Taubenschlag, einem Getreidespeicher, einem Brunnen und einer Kapelle aus dem 15. Jahrhundert, die Santa Lucía gewidmet ist. Sie ist mit dem Pazo durch die Gärten verbunden und bewahrt einen Teil des romanischen Portikus. In diesem Teil des Gebäudes finden wir das Wappen der Herrschaftsfamilie Rosende, wo das Motto „Salga salire, Salga do Pidiere“ geschrieben steht, das sich auf die Bereitschaft bezieht, sich der Gefahr zu stellen, wo sie existieren könnte.
An der Zugangstür zu den Gärten des Pazo sind in einem großen Dreiecksgiebel die Wappen der Andrade, der Salgado und der Gundín zu sehen.
Rund um den Pazo, an der Stelle der Feiravella, fand früher der Jahrmarkt statt. Pazos wie dieses waren die Inspiration von Emilia Pardo Bazán für ihr Werk „Los Pazos de Ulloa“, in dem sie die galicische Gesellschaft im 19. Jahrhundert porträtiert.
- Pazo und Torre de San Miguel de Penas

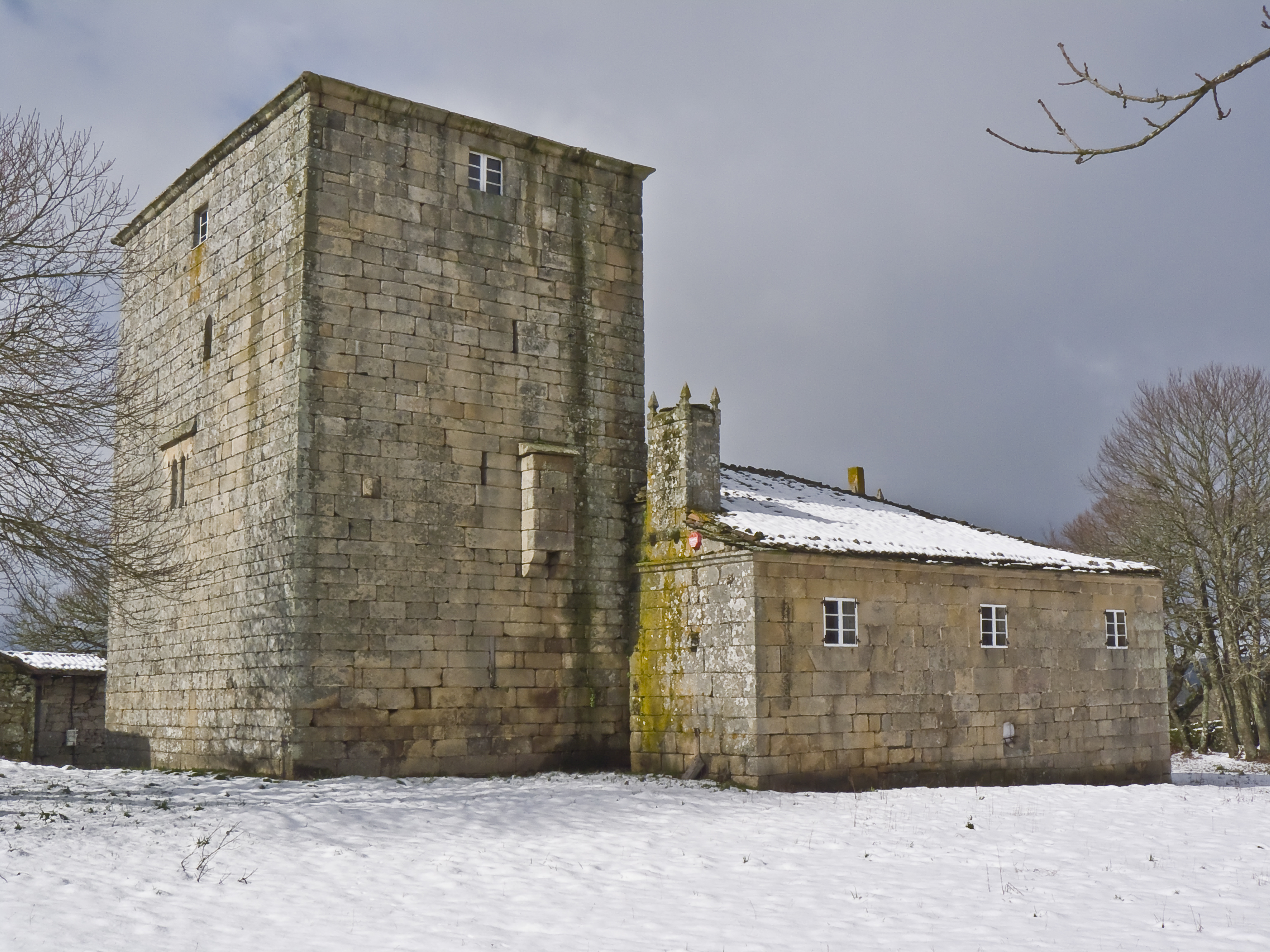
Pazo und Torre de San Miguel de Penas

Dieses Landhaus stammt aus dem 16. Jahrhundert, mit Umbauten im 17. und 18. Jahrhundert, obwohl seine Ursprünge bereits im 8. Jahrhundert gebaut wurden.
Noch heute bewahrt der Ort die architektonischen Prägungen des historischen Gutshofes mit Kirche, Turm und Gutshof, jeweils aus unterschiedlichen Epochen. Es besitzt die Wappen der Arias, der Taboada und der Ribadeneira. Die Anlage hat eine L-Form, ausgehend vom quadratischen Turm, an den sich das barocke Herrenhaus anschließt, das auf früheren Nebengebäuden errichtet wurde. Die Wände bestehen aus Bruchstein- und Granitquadermauerwerk.
Der Turm hat drei Stockwerke und ein Untergeschoss sowie mehrere Fenster mit Dreipassformen. Es wird gesagt, dass er Über Signale mit den Türmen der Festung Amarante verbunden war.
Königin Doña Urraca und ihr Gemahl Alfons I., der Kämpfer, wohnten in diesem Pazo-Turm. Der Chronik zufolge hat der König den Bürgermeister der Burg von Monterroso als Vergeltung für die Rebellion der Herren von Monterroso gegen die Monarchen hingerichtet. Der Dichter Ramón Cabanillas hat diese Geschichte in dem Gedicht „A noite do Castelar“ zusammengefasst.
Derzeit gehört das Landhaus nach dem Kauf des Markgrafen von Camarasa zum herzoglichen Haus der Medinaceli.

### Romanische Kirchen
Der Jakobsweg ermöglichte die Verbreitung etwa zwanzig romanischer Kirchen, die in der gesamten Gemeinde verteilt sind. Der größte Teil stammt aus dem zwölften und dreizehnten Jahrhundert, unter denen sich die Kirche von Novelúa durch seine Schönheit auszeichnet.
Andere sind die von Bidouredo, San Martiño de Cumbraos, San Martiño de Fente, San Cibrán de Ferreirós, San Pedro de Frameán, San Xoán de Lodoso, Santa María de Pedraza, die nur die romanischen Konsolen bewahrt, San Cibrao de Pol, San Salvador de Sambreixo, die auch Überreste von Wandmalereien des 16. Jahrhunderts bewahrt, San Miguel de Penas, Santa María de Sucastro, Santa María de Tarrío, San Pedro de Vilanova mit seinen in den Fels gegrabenen Gräbern und San Cristovo de Viloide. Vorromanische Überreste sind auch in der Kapelle von San Lourenzo de Pedraza dokumentiert, vielleicht aus einer alten Kirche aus dem 10. Jahrhundert. Schließlich ist es erwähnenswert, die Kapellen von La Graña und Mourente zu erwähnen.
- Novelua

In einem der alten Castros befindet sich die Pfarrkirche von Novelua, eine der bedeutendsten der Gemeinde Monterroso, die aus dem 12. und 13. Jahrhundert stammt und im 18. Jahrhundert umgestaltet wurde.
Die Kirche hat ein rechteckiges Kirchenschiff mit einer rechteckigen Apsis. Die Wände bestehen aus Bruchstein- und Granitmauerwerk, das Dach besteht aus Schiefer mit zwei und vier Dachflächen.
Das Eingangsportal hat einen ausgestellten Halbkreisbogen mit drei Archivolten mit Säulen, deren Kapitelle mit Pflanzen- und Tierformen verziert sind.
Im Inneren können wir eine durchgehende Steinbank sehen. Im ziemlich hohen Kirchenschiff befinden sich Wandmalereien, die den gesamten Triumphbogen schmücken. Die Kapitelle davon haben sehr kunstvolle Formen. Die linke Seite zeigt die Pflanzentypologie, während das rechte laut Jaime Delgado Samson darstellt, der den Tempel der Philister zerstört.
Die Apsis besitzt ein Fenster, das außen ein Gitterwerk vorromanischer Kunst enthält. Innen finden sich Wandmalereien aus verschiedenen Epochen, hervorheben das letzte Abendmahl im kreisförmigen Teil der Apsis.
Der dreiteilige Glockenturm ergänzt diesen architektonischen Komplex, der zivile und religiöse Kunst vermischt.

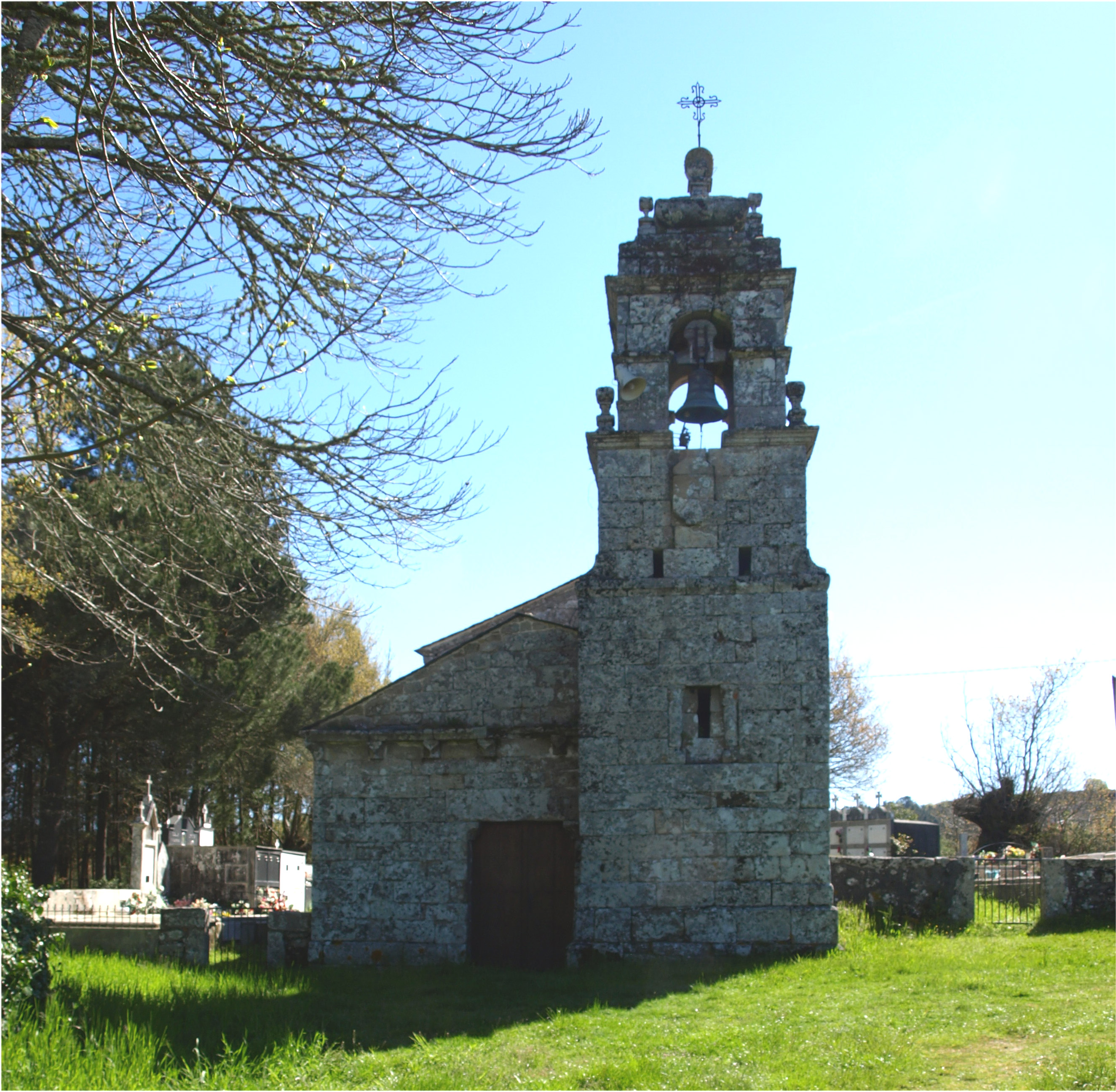
Westfassade
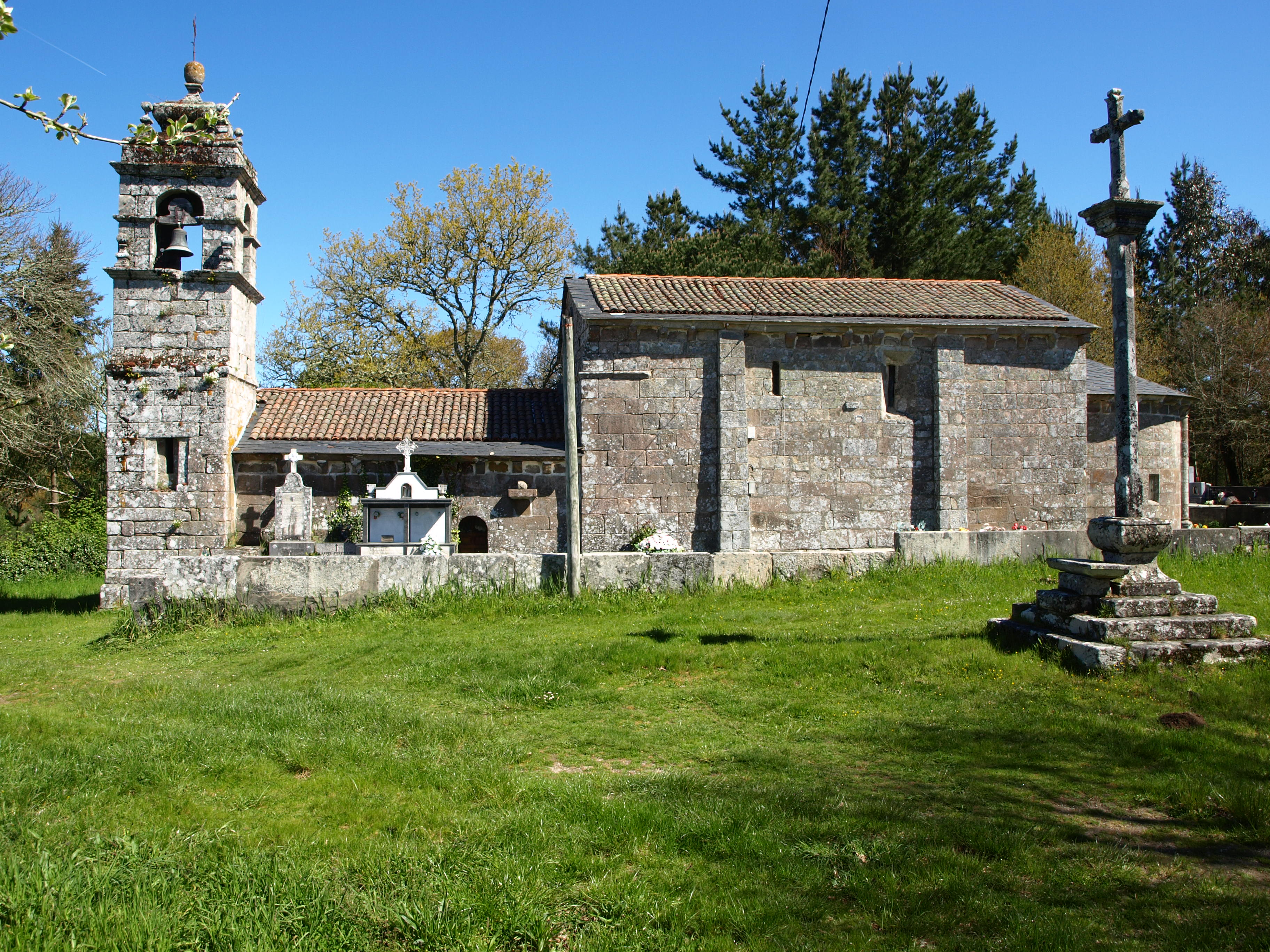
Südwand
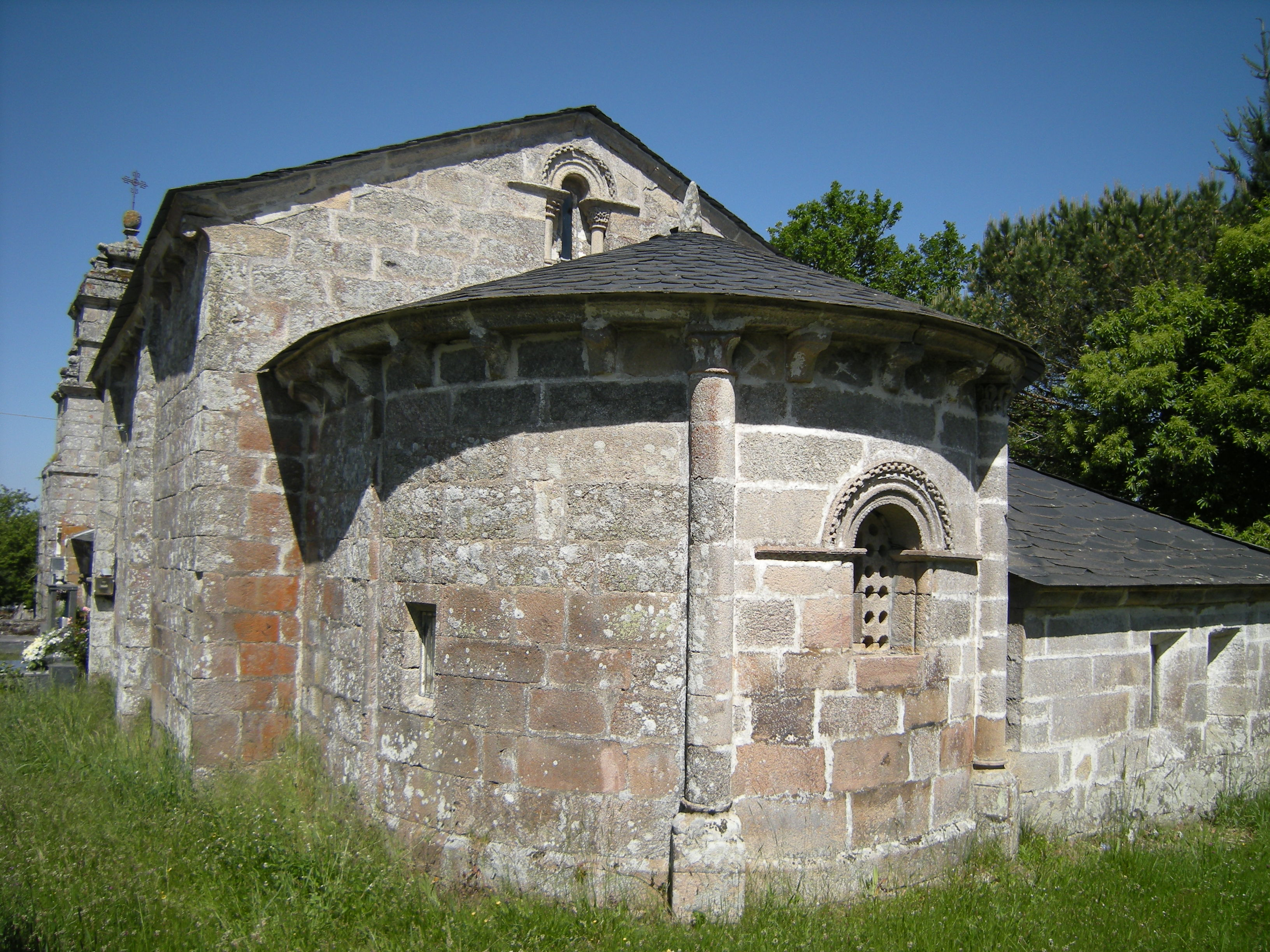
Apsis
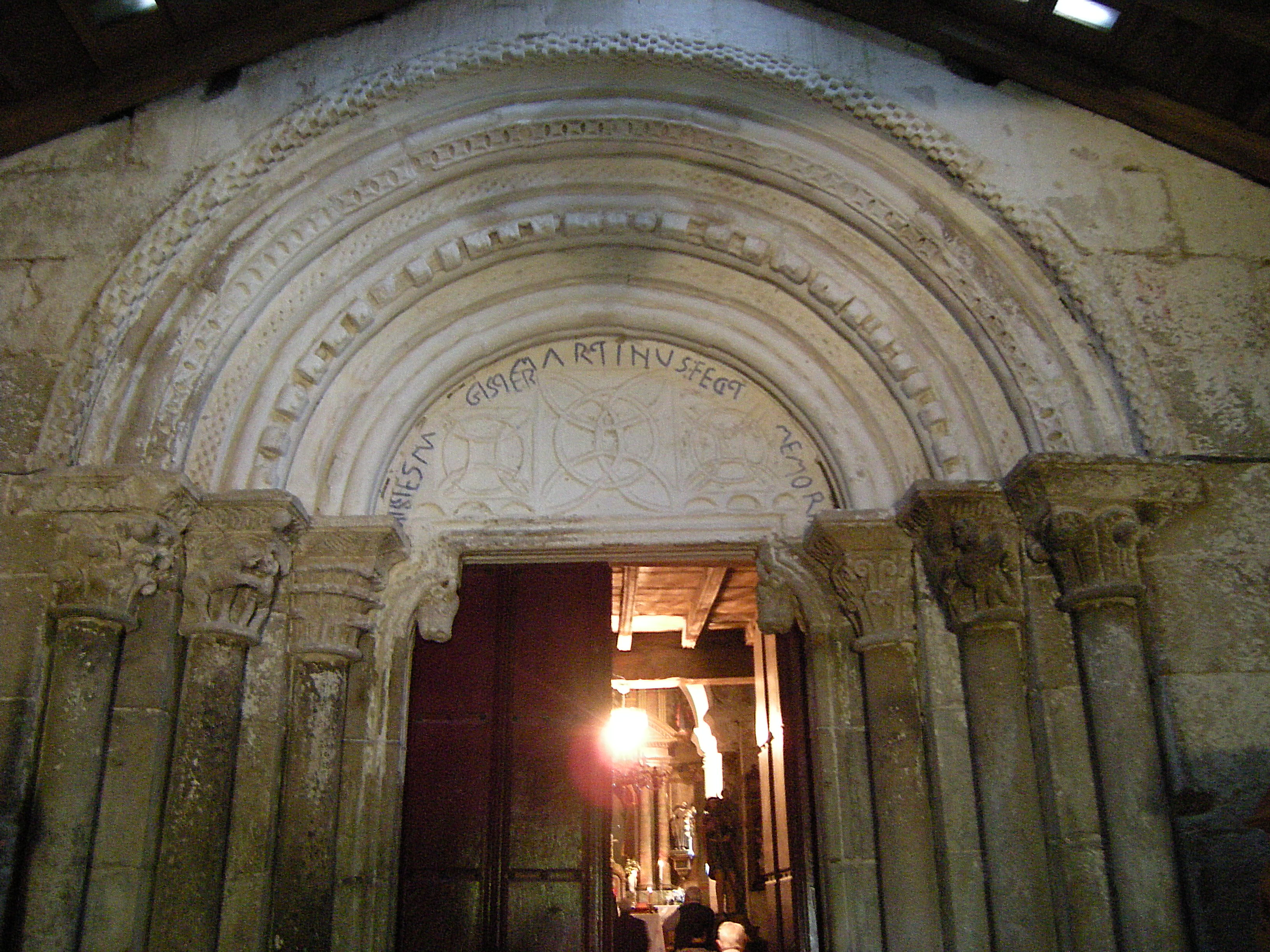
Eingangsportal
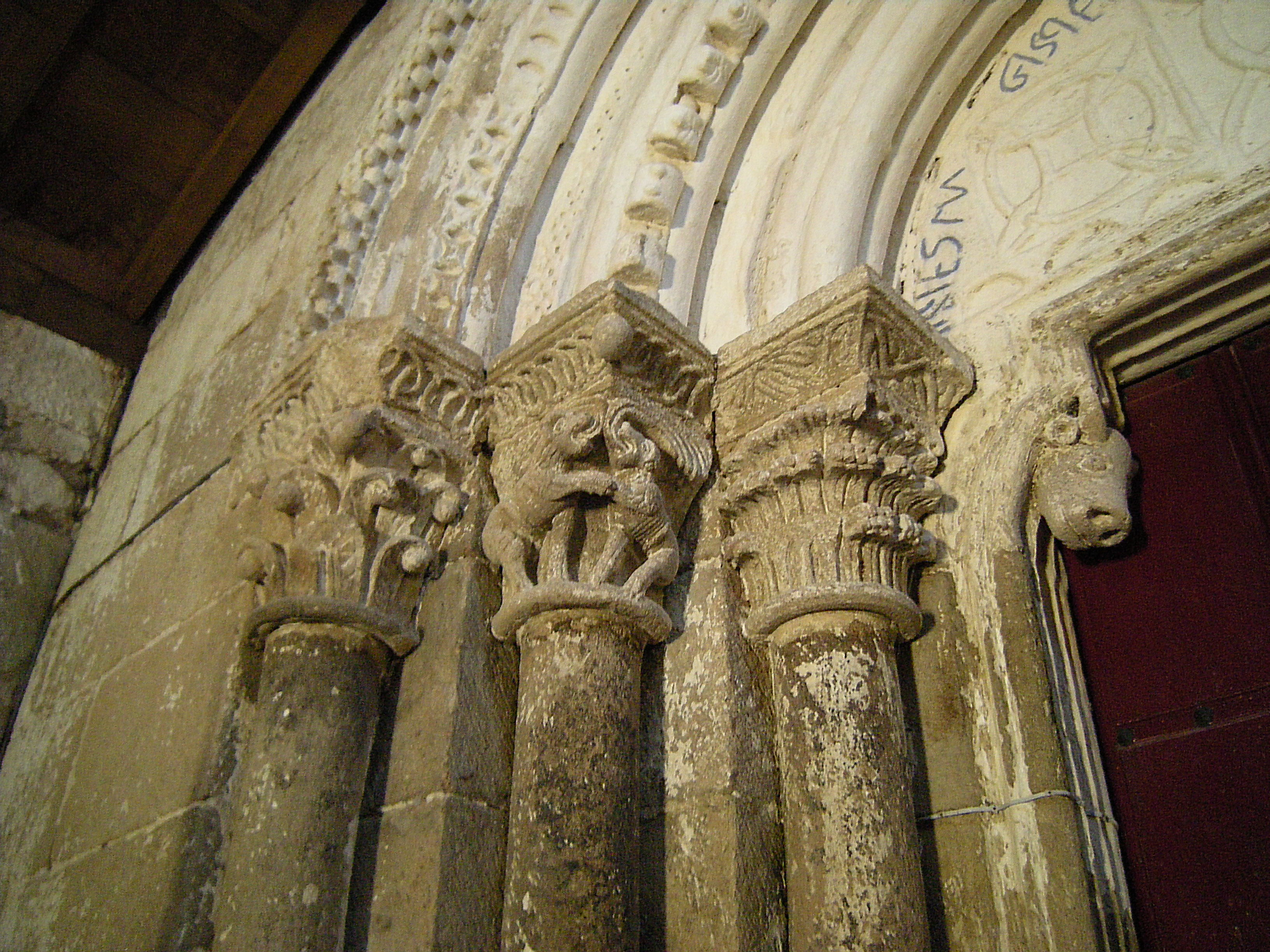
Kapitelle
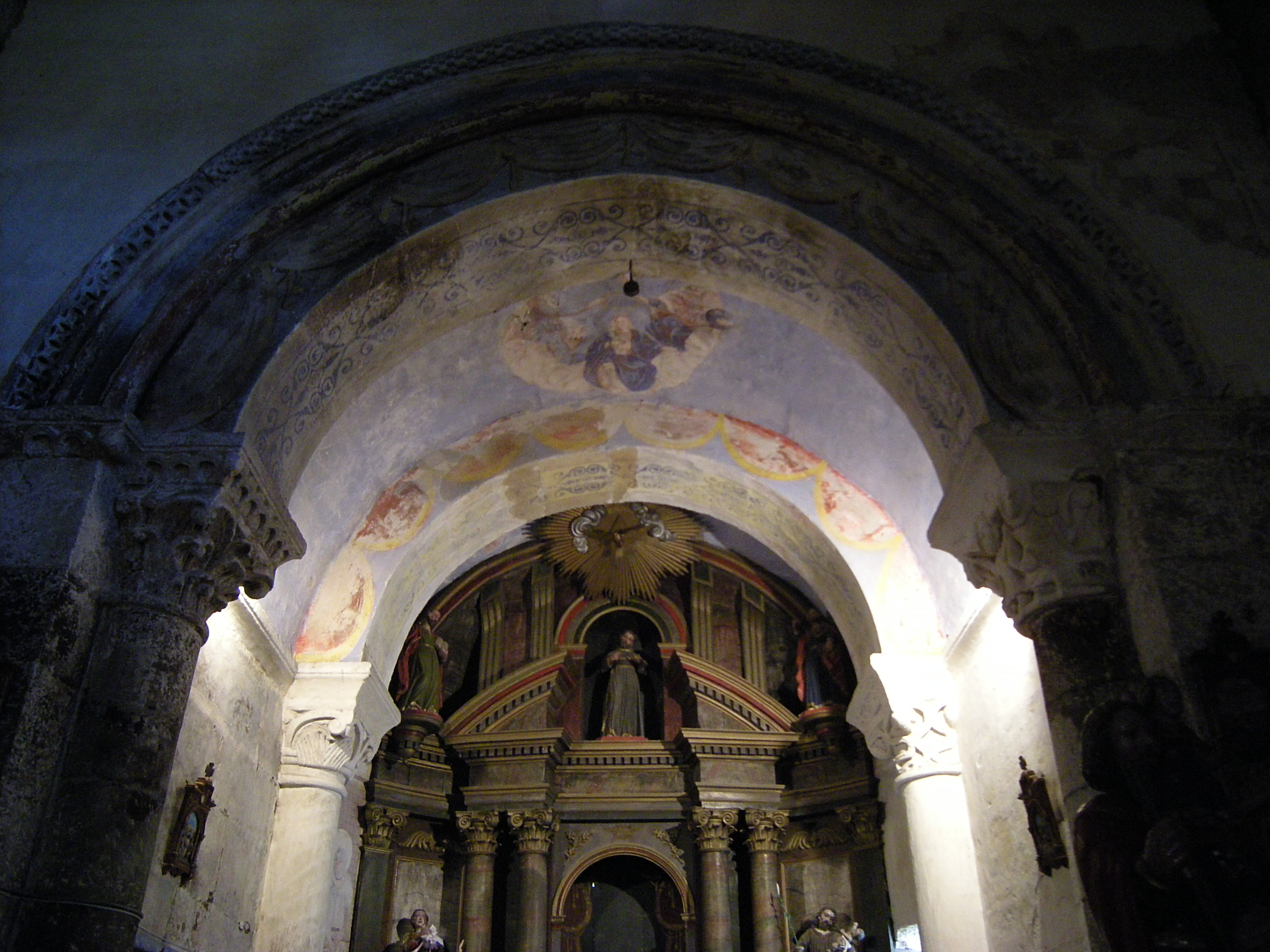
Kircheninneres

## Wirtschaft

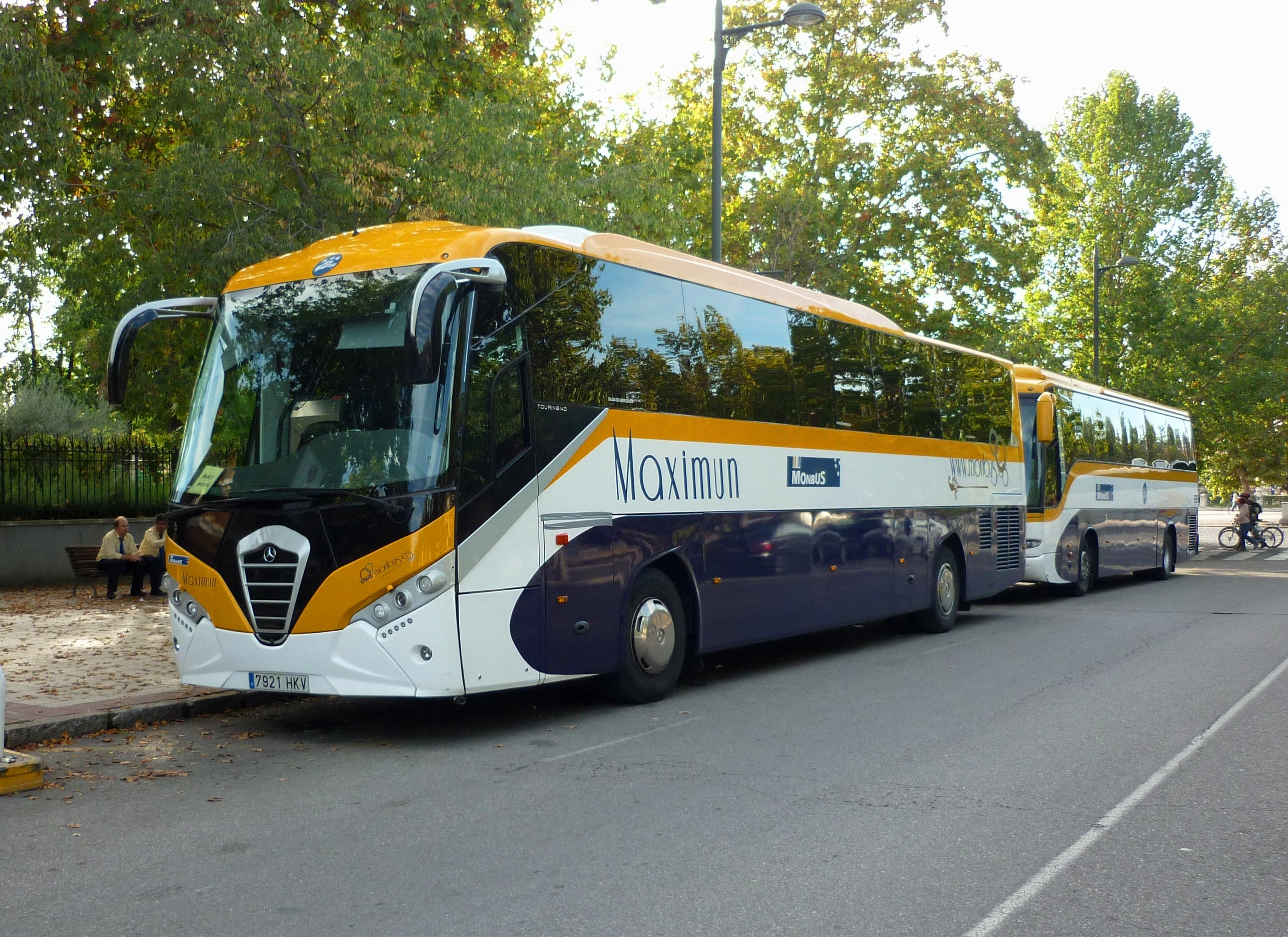
Bus der Firma Monbus

| Ackerbau, Viehzucht und Fischerei                                                  | 0266  | 019,37 |
| Industrie                                                                          | 0123  | 08,96  |
| Bauwirtschaft                                                                      | 0108  | 07,87  |
| Dienstleistungsbetriebe                                                            | 0876  | 063,80 |
| Total                                                                              | 1.373 | 100,00 |
| * Daten aus dem Statistischen Amt für Wirtschaftliche Entwicklung in Galicien, IGE |       |        |

## Verkehr
Die Nationalstraße N-640 durchquert das Gebiet der Gemeinde von West nach Ost und führt nach Osten in die Provinzhauptstadt Lugo und im Westen über Antas de Ulla an die Westküste bei Vilagarcía de Arousa. Weitere wichtige überörtliche Straßen sind die Provinzstraßen LU-221 nach Palas de Rei und die LU-212 nach Taboada.
Eine Buslinie der Firma Monbus verbindet die Gemeinde mit Lugo, Pontevedra und Vigo mit mehreren täglichen Abfahrten.

## Persönlichkeiten
- Teolino Cortiña Toural

Er war Priester und Dichter, der unter dem Pseudonym „Antón do Sirgal“ schrieb. Er wurde 1884 geboren und starb 1972. Zu seinen Veröffentlichungen gehören Gedichte gegen den Caciquismo wie „Catecismo en solfa“, veröffentlicht 1932, und „Recordando tempos con mor de outros tempos“ mit Gedichten zu Themen über Lugo.
- Jesús Manuel Lorenzo Varela Vázquez

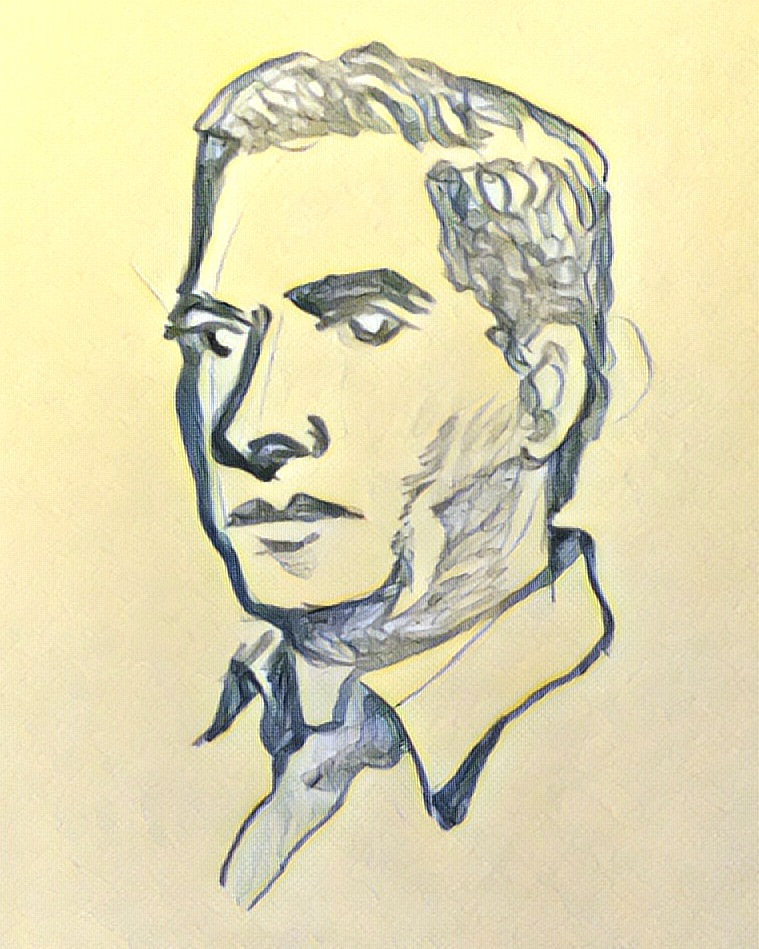
Porträt von Jesús Manuel Lorenzo Varela Vázquez

Er wurde am 10. August 1916 auf einem Schiff in der Nähe von Havanna geboren, mit dem seine Eltern nach Amerika auswanderten. Lorenzo verbrachte seine ersten Jahre in der kubanischen Hauptstadt und zog von dort nach Buenos Aires, wo er die Grundschule besuchte.
Als er 14 Jahre alt war, kam er mit seiner Mutter nach Galicien. In der Stadt Lugo schloss er sein Abitur ab. 1934 ging er nach Madrid und schloss sich sofort der Antifaschistischen Bewegung, den Misiones Pedagógicas (deutsch: „Pädagogischen Missionen“) an. Als der Bürgerkrieg ausbrach, ging er mit der republikanischen Front. Nachdem der Krieg verloren war, wanderte er nach Frankreich und dann nach Kuba aus. Von Kuba ging er nach Mexiko und von dort 1941 endgültig nach Buenos Aires, der Stadt, in der er bis zu seiner endgültigen Rückkehr nach Spanien 1976 und seinem Tod zwei Jahre später den größten Teil seiner kulturellen Tätigkeit ausüben sollte. 1979 und auf Initiative des Pfarrers Xosé Moreiras Santiso, wurde ihm zu Ehren eine Straße im Ort Fufín nach ihm benannt. Seine sterblichen Überreste wurden 1981 zusammen mit denen seiner Mutter nach Fufín überführt.
Zu seinen Veröffentlichungen gehören „Catro Poemas para catro gravados“ über vier mythisch-legendäre Gestalten, „Torres de Amor“, eine Gedichtsammlung in kastilischer Sprache, in der er sich mit der Niederlage des Exils konfrontiert und „Lonxe“ über die Auswanderung, die Härte des Krieges und der Nachkriegszeit, die „Melancholie“.